# Електронне урядування
Електро́нне урядува́ння  — спосіб організації державної влади за допомогою систем локальних інформаційних мереж та сегментів глобальної інформаційної мережі, що забезпечує функціонування органів влади в режимі реального часу та робить максимально простим і доступним щоденне спілкування з ними громадян, юридичних осіб, неурядових організацій.

## Основні напрямки
Головною складовою електронного урядування є електронний уряд — єдина інфраструктура міжвідомчої автоматизованої інформаційної взаємодії органів державної влади та органів місцевого самоврядування з громадянами та суб'єктами господарювання. Він не є доповненням або аналогом традиційного уряду, а лише визначає новий спосіб взаємодії на основі активного використання інформаційно-комунікаційних технологій (ІКТ) з метою підвищення ефективності надання державних послуг. На сьогодні в світі поширені дві основні моделі електронного урядування — e-Government 1.0 та e-Government 2.0.

## Складові
- е-уряд;
- е-медицина;
- е-телефонія;
- е-законодавство;
- е-зайнятість;
- е-освіта;
- е-бібліотека;
- е-банк;
- е-демократія;
- е-кадастр;
- е-телебачення;
- е-транспорт;
- е-страхування;

## Рівні реалізації
Враховуючи основну складову електронного урядування — електронний уряд, виділяють такі рівні реалізації:
1. G2C (government to citizens) або «Уряд — громадянам» (організація зворотного зв'язку з громадянами). З введенням систем G2C громадяни зможуть набагато менше стояти в чергах за типовою інформацією, довідками і формами, економлячи при цьому власні фінансові ресурси, а бюджетні витрати на адміністрування типових процедур при цьому пропорційно зменшуються.
2. G2E (government to employees) або «Уряд — службовцям» (відносини уряду з чиновниками або службовцями). Автоматизація процесів співпраці урядової системи з службовцями, чиновниками, консультантами на місцях. Вказаний рівень реалізації можливий до виключення у разі розробки необхідного функціоналу на рівнях G2B, G2C.
3. G2B (government to business) або «Уряд — бізнесу» (відносини державних органів і бізнесу). Це автоматизація податкових виплат, проведення електронних тендерів на постачання продукції тощо. При переході на електронну систему закупівель Швеції економія коштів в цій країні склали близько 50 відс., внаслідок чого 95 відс. закупівель Швеції проводиться через електронні канали.
4. G2G (government to government) або «Уряд — уряду» (автоматизація відносин і документообігу між відомствами). G2G — частина об'єднаної інформаційної системи, що забезпечує виконання таких задач:
  1. керування роботою державного апарату;
  2. координація діяльності регіональних управлінь і територіальних підрозділів;
  3. ведення внутрішнього діловодства.

## Стратегічні завдання
- забезпечення прав громадян на доступ до всіх видів відкритої державної інформації, що має індивідуальну та суспільну значущість;
- залучення громадян до участі у державних справах;
- вдосконалення технології державного управління;
- подолання інформаційної нерівності;
- організація надання послуг юридичним та фізичним особам в інтегрованому вигляді дистанційно — через Інтернет та інші засоби;
- перебудова відносин з громадянами;
- надання громадянам можливості навчатися протягом всього життя;
- сприяння розвитку економіки;
- системоутворювальне законодавче забезпечення.

Як видно з зазначених стратегічних завдань, метою впровадження електронного урядування в Україні є досягнення європейських стандартів якості електронних адміністративних послуг, відкритості та прозорості влади для громадян, представників бізнесу та громадських організацій.

## Основні принципи електронного урядування
- Єдиноразова реєстрація документа;
- Можливість паралельного виконання різних операцій з метою скорочення часу руху документів і підвищення оперативності їх виконання;
- Безперервність руху документа;
- Розвинена система звітності по різних статусах і атрибутах документів.

З втіленням в сучасне ділове життя системи електронного урядування з'явилася реальна можливість підняти спілкування в діловій сфері. Воно є одним з інструментів розвитку інформаційного суспільства, що сприяють створенню умов для відкритого і прозорого державного управління. Це форма організації державного управління, за якою відбувається активна взаємодія органів державної влади та органів місцевого самоврядування між собою, з суспільством, людиною та е-громадянином, бізнесом за допомогою інформаційно-комунікативних технологій.

## Функції та основні напрямки діяльності
Електронне урядування виконує такі основні функції:
- підвищення якості та доступності державних послуг для громадян, спрощення процедур та скорочення адміністративних витрат;
- підвищення якості адміністративних та управлінських процесів, забезпечення контролю за результативністю діяльності органів виконавчої влади з одночасним забезпеченням належного рівня інформаційної безпеки;
- забезпечення відкритості інформації про діяльність органів виконавчої влади, розширення доступу до неї та надання можливості безпосередньої участі громадян та інститутів громадянського суспільства у процесах підготовки та експертизи проєктів рішень, які приймаються на всіх рівнях державного управління;
- видача дозволів (на займання окремими видами підприємницької діяльності; на проведення мітингів, демонстрацій; на розміщення реклами та ін.), у тому числі акредитація, атестація, сертифікація;
- реєстрація (прав власності, актів громадянського стану, суб'єктів підприємницької діяльності, об'єднань громадян тощо);
- легалізація документів (консульська легалізація), нострифікація (визнання дипломів, виданих в інших країнах) та верифікація (встановлення достовірності сертифікатів про походження товарів);
- визнання певного статусу, прав особи (призначення пенсій, субсидій).

Від впровадження електронного урядування насамперед виграють ті споживачі державних послуг, які претендують на послуги видачі дозволів та реєстрації; «змішаного» рівня регулювання адміністративних повноважень та ті, що потребують комплексної за змістом послуги. За умови електронного урядування користувач має можливість звертатися до одного державного «базового» органу влади для отримання послуги від усіх «пов'язаних» з «базовим» органів влади. Це стає можливим за умови об'єднання за допомогою інтернет-технологій усіх міністерств і відомств у єдиний комплекс із вищим ступенем інтегрування внутрішніх процесів (документообіг) і єдиним інтерфейсом (вікном взаємодії) із громадянином (користувачем). Таким чином, громадянин одержить можливість спілкуватися не з п'ятьма — сімома відомствами по черзі, а з єдиним електронним посередником, що їх усіх репрезентує одночасно. Крім цього, звертання чи запит громадянина автоматично надсилається у відповідні інстанції й у більшості випадків відповідь (юридична консультація, квитанція про оплату послуг, бюлетень для голосування, довідка, податкова декларація) приходить негайно. Не можна не відзначити і великий економічний ефект від створення «електронного уряду».
Досвід розвинутих країн показує, що електронна взаємодія громадян з органами влади може коштувати удвічі дешевше, ніж те, що здійснюється за допомогою реального офісу.

## Нормативно-правова база електронного урядування в Україні
Розвиток інформаційного суспільства в Україні передбачає цілеспрямовану узгоджену діяльність всіх органів державної влади та органів місцевого самоврядування. Державна політика у сфері розвитку інформаційного суспільства та електронного урядування базується на наступних нормативно — правових джерелах (із змінами та доповненнями):
- Конституція України;
- Закон України «Про електронні документи та електронний документообіг» від 22.05.2003 № 851-IV;
- Закон України «Про електронний цифровий підпис» від 22.05.2003 № 852 IV;
- Закон України «Про Основні засади розвитку інформаційного суспільства в Україні на 2007—2015 роки» від 09.01.2007 № 537-V;
- Закон України «Про доступ до публічної інформації» від 13.01.2011 № 2939-VI;
- Закон України «Про адміністративні послуги» від 06.09.2012 № 5203-VI;
- Закон України «Про захист персональних даних» від 01.06.2010 № 2297-VI;
- Стратегія сталого розвитку «Україна — 2020», схвалена Указом Президента України від 12.01.2015 № 5/2015;
- Концепція розвитку електронного урядування в Україні, затверджена розпорядження Кабінету Міністрів України від 13.12.2010 № 2250-р;
- Розпорядження Кабінету Міністрів України від 05.04.2012 № 220-р "Про схвалення плану дій з впровадження в Україні Ініціативи "Партнерство «Відкритий Уряд»;
- Постанова Кабінету Міністрів України від 18.07.2012 № 670 «Деякі питання електронної взаємодії органів виконавчої влади»;
- Розпорядження Кабінету Міністрів України від 15.05.2013 № 386-р «Про схвалення Стратегії розвитку інформаційного суспільства в Україні»;
- Розпорядження від 11.09.2013 № 718-р «Про затвердження плану заходів щодо створення Єдиного державного порталу адміністративних послуг»;

У формуванні державної політики розвитку інформаційного суспільства виділяють декілька етапів.
З першим етапом (1998—2006) пов'язують прийняття Законів України «Про електронні документи та електронний документообіг», «Про національну програму інформатизації», «Про електронний цифровий підпис», низки актів уряду, які започатковували формування нормативно-правової бази інформатизації, а саме побудову: телекомунікаційної системи, системи національних інформаційних ресурсів, інформатизацію стратегічних напрямів розвитку економіки, безпеки та оборони, соціальної сфери.
На другому етапі ухвалено закони України «Про основні засади розвитку інформаційного суспільства в Україні на 2007—2015 роки», «Про захист інформації в інформаційно-телекомунікаційних системах», а також сукупність інших нормативно-правових актів, спрямованих на конкретизацію та деталізацію вищевказаних законів.
В Законі України «Про Основні засади розбудови інформаційного суспільства в Україні на 2007—2015 роки» на базі матеріалів Женевської декларації принципів в неявному виді сформульовано визначення "інформаційного суспільства, а саме: «орієнтоване на інтереси людей, відкрите для всіх і спрямоване на розвиток суспільство, в якому кожен міг би створювати і накопичувати інформацію та знання, мати до них вільний доступ, користуватися і обмінюватися ними, щоб надати можливість кожній людині повною мірою реалізувати свій потенціал, сприяючи суспільному і особистому розвиткові та підвищуючи якість життя».
У Законі України «Про Основні засади розвитку інформаційного суспільства в Україні на 2007—2015 роки» № 537 наголошується на використанні інформаційно-телекомунікаційних технологій для вдосконалення державного управління, відносин між державою і громадянами, становлення електронних форм взаємодії між органами державної влади та органами місцевого самоврядування і фізичними та юридичними особами.
Основний етап розвитку електронного урядування почався в 2015 році після прийняття Коаліційної угоди парламентських фракцій Верховної Ради України (2014 рік) та Стратегії сталого розвитку «Україна — 2020», схваленої Указом Президента України від 12.01.2015 № 5/2015.
Розгалуження розвитку електронного урядування України на 2 моделі розвитку e-Gov 1.0 та e-Gov 2.0 почалось в 2015 році після залучення до розробки програмного забезпечення волонтерів та іноземних фахівців.

### Державна координація
Головним державним органом України з питань електронного урядування є Міністерство цифрової трансформації України.

## Практичне впровадження в Україні
У 2003 році Кабмін України розпочав проєкт Електронного урядування зі створення Єдиного вебпорталу органів виконавчої влади, розробкою якого з 2002 року займались спеціалісти ЗАТ «Софтлайн», на виконання постанови КМУ №1302. Портал об'єднав нові та вже існуючі в Інтернеті державні сервіси, а також інформацію органів влади. 
Ініціатором практичного впровадження електронного урядування на рівні Львівської області з серпня 2019 року стали обласні органи влади. Багато елементів електронного урядування вже зреалізовано у місті Дрогобичі.
Наприкінці 2019 року розгорівся корупційний скандал навколо INDUSTRIAL INNOVATION GROUP (наступника ЄДАПС), Андрій Первушин і Юрій Сидоренко, обіцяючи "цифрову державу" спробували повернути корупційні схеми з продажу Україні документів за значно завищеними цінами.

## Етапи розвитку електронного урядування
- На першому етапі створюються вебресурси різних міністерств і відомств, що містять інформацію про їхню місію і напрямки діяльності. Сайти державних органів, як правило, не підтримуються централізовано і не об'єднуються в єдиний портал.
- На другому етапі з'являються перші елементи інтерактивності (наприклад, відправлення питань і одержання відповідей громадян за допомогою електронної пошти). Постійно публікуються новини про діяльність державних органів влади.
- Третій етап характеризує поява повноцінної інтерактивності — можливості здійснювати операції (сервіси) в режимі онлайн (наприклад, сплатити штраф, замовити паспорт, продовжити дію деяких ліцензій і патентів тощо). Така конкретизація роботи електронного управління, що полягає вже не стільки в інформуванні, скільки в обслуговуванні, припускає створення спеціальних сайтів для підтримки цих сервісів не тільки для центральних, але і для міських і навіть районних органів влади.
- Четвертий етап — створення об'єднаних порталів різних відомств і служб, через які можна здійснювати будь-які види трансакцій, для яких раніше було потрібно звертатися безпосередньо в державний орган. Через регіональні портали стає можливою реєстрація підприємств, оформлення фінансових документів, легалізація іноземних документів тощо. З'являються регіональні портали, що поєднують у собі як увесь спектр державних послуг, так і послуги недержавного сектора — підключаються системи електронної комерції, інтернет-банкінгу.
- На п'ятому етапі відбувається створення електронної системи державного управління на основі єдиних стандартів, а також урядового порталу як єдиної точки доступу до всіх послуг — і для громадян, і для бізнесу. Більшість фахівців вважає, що найвищим ступенем розвитку електронної демократії є запровадження електронної системи волевиявлення (електронного голосування).

Ці етапи розвитку електронного урядування є характерними для всіх країн, де воно розвивається.

## Наслідки впровадження електронного урядування
1. Відкритість та прозорість діяльності публічної адміністрації.
2. Економія часових та матеріальних ресурсів.
3. Підвищення якості надання адміністративних послуг.
4. Забезпечення доступу до публічної інформації за допомогою сучасних інформаційних технологій.
5. Звільнення службовців від рутинної роботи.
6. Деперсоніфікація взаємовідносин громадян, представників бізнесу у взаєминах із державними чиновниками.
7. Створення єдиного «пункту контакту» громадян із державними структурами.
8. Можливість цілодобового отримання адміністративних послуг.
9. Підвищення рівня демократизації суспільства.

Отже, електронне урядування здатне змінити саму природу влади, зробити її більш прозорою та підконтрольною громадськості. Воно створює умови для нормального розвитку бізнесу, поліпшення інвестиційного клімату, зростання економіки, а також забезпечує реальну участь громадян у політичних процесах.

## Моделі електронного урядування

### Модель електронного урядування— e-Government 1.0
Модель електронного урядування e-Government 1.0 як базова модель розвитку електронного урядування в світі основана на наданні доступу до одержання електронних послуг громадянам через вебресурси органів державної влади та місцевого самоврядування шляхом розробки з боку останніх методів та шляхів надання таких послуг на власних або об'єднаних вебресурсах державних/муніципальних органів.

#### Проблеми впровадження електронного урядування в органах місцевого самоврядування
- Відсутність систем електронного документообігу, що адаптовані до міжнародних стандартів та регламентів їх функціонування, застосовують електронний цифровий підпис, дозволяють обслуговувати державні інформаційні ресурси;
- Відсутність таких стратегічних документів, як концепції, стратегії та програми розвитку інформаційного суспільства й електронного урядування, базових законів про електронну комерцію, про електронну інформаційну систему «Електронний Уряд», адміністративні послуги;
- Відсутність системи інформаційної взаємодії органів державної влади та органів місцевого самоврядування;
- Обмежений доступ юридичним та фізичним особам до державних інформаційних ресурсів;
- Недосконалість урядового порталу, сайтів органів державної влади, що не забезпечують ефективний режим функціонування та надання адміністративних послуг у режимі «єдиного вікна»;
- Недостатня якість послуг, що надаються із застосуванням електронних засобів;
- Недостатній рівень підготовки державних службовців та громадян для надання електронних послуг;
- Системи електронного документообігу органів державної влади та органів місцевого самоврядування мають обмежену функціональність;
- Відсутність системи параметрів оцінювання електронного урядування;
- Проблеми впровадження і застосування національної системи електронного цифрового підпису;
- Відсутність точної та достовірної інформації про стан, тенденції розвитку електронного урядування та відповідних прогнозів;
- Безперервні, постійні кадрові і структурні зміни в органах влади;
- Відсутність необхідної підтримки з боку більшості державних/муніципальних органів.

### Модель електронного урядування— e-Government 2.0
E-Government 2.0 (E-Gov 2.0) належить до державної політики, що спрямована на використання спільних технології для створення електронної платформи з відкритим вихідним кодом, в якій уряд, громадяни та інноваційні компанії можуть поліпшити прозорість та ефективність за принципом «віддати уряд в руках громадян» — на основі принципів Web 2.0.
Характерною відмінністю Web 2.0 від попередніх форм мережі Інтернет є:
- активна участь користувачів у наповненні того чи іншого ресурсу;
- спрямованість на створення нового контенту;
- активніше громадське обговорення інформаційних повідомлень;
- перетворення кожного учасника «громадських медіа» на автономну одиницю генерування новин.

E-Gov 2.0 поєднує в собі основи Web 2.0 з електронним урядом і збільшує участь громадян, використовуючи платформи з відкритим вихідним кодом, які дозволяють розвиток інноваційних додатків, вебсайтів і віджетів. Роль держави полягає в забезпеченні відкритих даних, вебсервісів та платформи як інфраструктури. Найбільш успішними у впровадженні технології «відкритого урядування» e-Gov 2.0 є Австралія, Сполучені Штати Америки, Сполучене Королівство Великої Британії та Північної Ірландії, Нова Зеландія.
Згідно з науковим дослідженням Національного інституту стратегічних досліджень при Президентові України «EGOV 2.0: Новітні підходи до трансформації системи державного управління на базі „Громадських медіа“. Аналітична записка» особливості Web 2.0 можуть стати важливим інструментом для органів державної влади щодо збільшення рівню довіри до урядової інформації та базисом для глибинних реформ самої системи державного управління. В цілісному вигляді ідея трансформації системи державного управління із використанням інструментарію Web 2.0 описується концепцією e-Gov 2.0. Основною її відмінністю від традиційних підходів до електронного урядування (e-Gov 1.0) є те, що в процесі розбудови традиційних підходів насамперед робиться ставка на «комп'ютеризацію» існуючої форми державного управління, у той час як e-Gov 2.0 спрямований на трансформацію самої системи соціальних взаємодій та внутрішньої логіки державного управління у всіх її проявах. E-Gov 2.0 дозволяє державі взаємодіяти із суспільством на тих рівнях, які до того часу були або не доступними, або вкрай ускладненими: оперативно врахувати думки все зростаючої кількості суб'єктів політичних відносин, вирішувати політичні та культурні проблеми на оперативному рівні із високим рівнем залучення громадськості, залучення підприємств та установ всіх рівнів та форм власності у єдині ефективні системи прийняття рішень, враховувати думку навіть мікрогруп, оптимізувати систему внутрішніх зв'язків з метою подолання внутрішнього корпоративізму та забюрократизованості процедур тощо.
На сьогодні реалізація моделі E-Gov 2.0 здійснюється волонтерським проєктом «Портал державний послуг igov.org.ua» [Архівовано 6 січня 2016 у Wayback Machine.].

## Навчання за спеціальністю «Електронне урядування»
В галузі вищої освіти за напрямком підготовки 1501 «Державне управління» існує спеціальність 8.15010011 «Електронне урядування». Підготовку магістрів за цією спеціальністю здійснюють Національний технічний університет України «Київський політехнічний інститут ім. Ігоря Сікорського»,  [Архівовано 18 листопада 2016 у Wayback Machine.] Національна академія державного управління при Президентові України, Херсонський національний технічний університет та Ужгородський національний університет. Спеціальність «Електронне урядування» є міжгалузевою спеціальністю, що забезпечує високопрофесійну підготовку фахівців, які володіють комплексом сучасних теоретичних і практичних знань та навичок щодо використання і запровадження передових інформаційно-комунікаційних технологій та технологій електронного урядування в державне управління.